# Canal+
Canal+ (Канал+, Канал плюс) — приватний французький напів універсальний телевізійний канал з абонентською платою, основні напрямки якого кіно та спорт. Найперший приватний канал з абонентською платою у Франції, належить французькій медіакомпанії Groupe Canal+ (філіал Vivendi).

## Історія
Канал розпочав своє мовлення 4 листопада 1984 року о 8 годині ранку. В 1986 році у каналу був один мільйон абонентів-глядачів.
Із запуском цифрового супутника 27 квітня 1996 року з'явились родинні канали:
- Canal+ Jaune (Жовтий) тепер Canal+ Cinéma
- Canal+ Bleu (Синій) тепер Canal+ Décalé
- Canal+ Vert (Зелений) тепер Canal+ Sport.[1]
- Canal+ 16/9 тепер Canal+ Hi-Tech
- Canal+ Family новий телеканал запущений Canal+ 20 жовтня 2007 року.

## Відомі телеведучі
- Патрік Пуавр д’Арвор — французький журналіст та письменник
- Ален Шаба — член групи гумористів Les Nuls
- Патрик Брюєль — з 2004 року - ведучий програми «Світовий тур покера»
- Віллі Саньоль — консультант з квітня 2009 року
- Еме Жаке — консультант з 1998 року, коментує матчі Ліги чемпіонів
- Крістоф Дюгаррі — консультант, веде передачу Les spécialistes
- Марсель Десайї — консультант

## Канали
- Canal+ Spain — запущений в 1990 році як платний аналоговий канал. У цей час частина альянсу Digital+.
- Canal+ Poland — супутникове телебачення Cyfra+.
- Canal+ Scandinavia — запущений в 1977 році, платне телебачення C More Entertainment.
- Canal+ Netherlands — згодом куплений FilmNet — назва, використана для різноманітних платних телевізійних каналів в Європі протягом 1980-х, 1990-х та 2000-х років. У 2006 році канали були власністю медіакомпанії Liberty Global.
- Canal+ Flanders — згодом був проданий. У цей час відомий як Prime TV.
- Canal+ Wallonia — відомий як BeTV.
- Tele+ Digitale — італійське відділення, продано компанії News Corporation. У цей час компанія знана як Sky Italia.
- Premiere — платний німецький телеканал, запущений в 1990 році. Був заснований Canal+, Bertelsmann та Kirch Group. Сьогодні компанія знана як Sky Deutschland, власником якої є News Corporation, заснована Рупертом Мердоком.
- Canal+ Horizons — телеканал, що веде мовлення в Африці та на Близькому Сході.

## Програми
- Французькі телесеріали: Оггі та таргани, Les Guignols de l’info, Groland, Spiral (Engrenages), H, Mafiosa, Jamel Comedy Club, Hard, Djihad, Pigalle, la Nuit, La Commune, Braquo, Scalp, Le Grand Journal, La Matinale, + Clair, L'édition spéciale, Jeudi Investigation, Dimanche+.
- Американські телесеріали: Офіс, Відчайдушні домогосподарки, Студія 30, 24 години, Велика любов, Декстер, Згадай, що буде, Щит, Як я зустрів вашу маму, Косяки, Безумці, Мертві до вимоги, В Філадельфії завжди сонячно, Дві з половиною людини, Секс в іншому місті
- Американські мультсеріали: Південний парк, Американський папаша!, Божевільні за склом, або Мультреаліті, Гріфіни, Сімпсони
- Японські мультсеріали: Стальний алхімік, Monster, Самурай чамплу, Нуар
- Британські телесеріали: Молокососи, Джекіл, Головний підозрюваний, Комп'ютерники
- Ірландський/Канадські телесеріали: Тюдори, Деграсі
- Дитячі телесеріали: Ох вже ці дітки!, Телепузики

## Група Canal+
- Canalsat
- i>Télé
- Sport+
- StudioCanal